# Рот (Костурско)
Рот или  Загоричанската река (на гръцки: Ρέμα Βασιλειάδος, в превод Загоричанска река, до 1969 година Ρὸτ) е река в Егейска Македония, Гърция, ляв приток на Стара река (Ксиропотамос), част от водосборния басейн на Костурското езеро (Лимни Касторияс).

## Описание
Реката се образува веднага западно от Загоричани (Василиада) от сливането на Дива череша и Сухата или Селската река, която минава през селото. Дива череша извира под връх Върбица във Вич и тече на югозапад. В 1969 година името на реката е сменено от Дива череша (Ντίβα Τσέρεσι) на Рема Агриокерасия (Ρέμα Αγριοκερασιάς), в превод Черешова река. Сухата река извира също от Вич, западно от връх Шубрец (1623 m). След сливането си двете реки текат в югозападна посока в регулиран канал, който се влива в Стара река северно от Бъмбоки (Ставропотамос).